# Винтер, Петер фон
Петер фон Винтер (нем. Peter von Winter; крещён 28 августа 1754, Мангейм — 17 октября 1825, Мюнхен) — немецкий оперный композитор, творчество которого является связующим звеном между Моцартом и Вебером.

## Биография
Петер фон Винтер родился 28 августа 1754 года в Мангейме. Отец Петера работал жандармом в городском суде. Мальчик был вундеркиндом и уже в 10 лет играл в придворном оркестре Мангейма на скрипке, а позже и на контрабасе. Учителем Винтера в Мангейме был Георг Фоглер.
В 1778 году Винтер вслед за оркестром, который последовал за Карлом IV Теодором в его новую резиденцию, переехал в Мюнхен. В том же году он женился на дочери портного Марианне Гроссер. В 1780 году вместе со своим коллегой Францем Таушем Петер отправился в Вену для обучения у Антонио Сальери.
Большинство из более чем тридцати опер, написанных Винтером между 1778 и 1820 годами, были успешными. Его самым популярным произведением был зингшпиль «Прерванное жертвоприношение» (нем. Das unterbrochene Opferfest), который впервые исполнен в 1796 году в Вене. Вокальный квартет из этой оперы был использован Бетховеном в качестве темы Семи вариаций для фортепиано, WoO 75. Кроме того, существует гипотеза, что и в 32 Вариациях для фортепиано, WoO 80 Бетховен использовал темы Винтера. Там же в Вене в 1798 году Винтер написал «Лабиринт или Борьба со стихиями» (нем. Das Labyrinth oder Der Kampf mit den Elementen), либретто которого написал для него Эмануэль Шиканедер как продолжение «Волшебной флейты» Моцарта.
С 1787 года он был вице-, а с 1798 — капельмейстером придворной хоровой капеллы в Мюнхене.
В 1803 году композитор посетил Лондон. В 1808 году он стал членом Парижской консерватории, а в 1815 году — Шведской королевской музыкальной академии. В честь пятидесятилетней годовщины в качестве придворного музыканта, 23 марта 1814 года король Баварии Максимилиан I наградил Петера фон Винтера орденом Гражданских заслуг Баварской короны.
Помимо драматических работ, Петер фон Винтер сочинял оркестровую музыку (симфонии и концерты для инструмента с оркестром), камерные произведения и сакральную музыку (26 месс).
В 1817 году Винтер написал одну из своих самых известных опер — «Магомет» (итал. Maometto). Его последняя опера, «Певец и портной» (нем. Der Sänger und der Schneider), была выпущена в 1820 году в Мюнхене, где он и умер 17 октября 1825 года. После его смерти «Всеобщая музыкальная газета» написала большой некролог, где назвала Винтера одним из самых важных немецких композиторов того времени.